# FC Spartak Sofia
El FC Spartak Sofia fue un equipo de fútbol de Bulgaria que alguna vez jugó en la Liga Profesional de Bulgaria, la liga de fútbol más importante del país.

## Historia
Fue fundado en el año 1919 en la capital Sofía a raíz de la fusión de los equipos Rakovski Sofia y FK-13 Sofia, y en el mismo año se fusionó con el FC Yunak.
El equipo existió como un equipo independiente hasta el 22 de enero de 1969, año en que se fusionó con el Levski Sofia y pasaron a llamarse FK Levski Spartak. En 1990 el equipo fue restaurado como equipo independiente. En el 2005 cambiaron su nombre por el de Levski-Spartak cuando el Levski Sofia se convirtió en un pariente. El club militó en 18 temporadas en la Liga Profesional de Bulgaria, disputando 430 partidos y marcando más de 450 goles, ubicándose en el lugar 22 de la Tabla Histórica.
Ganó 1 título de Copa doméstica y fue subcampeón de Liga en 2 ocasiones en la década de los años 1950s hasta que en el año 2007 desapareció mientras jugaba en la Cuarta División de Bulgaria.

## Palmarés
- Primera Liga de Bulgaria: 0
  - Subcampeón: 2

1950, 1951
- Copa de Bulgaria: 1

1968
- Copa de los Balcanes: 0
  - Finalista: 1

1967/68